# Il trionfo
Il trionfo (ital. Der Triumph) ist die feierliche Enzyklika von Papst Pius VII. vom 4. Mai 1814.
Pius VII. brachte darin zum Ausdruck, dass der Triumph der göttlichen Barmherzigkeit nunmehr vollendet sei. Mit diesen Worten preist Pius VII., nach der Niederlage Napoleons bei Leipzig (Oktober 1813), die nun folgende Rückkehr des Papstes auf den Heiligen Stuhl in Rom. Er beauftragte seine Gesandten zur Vorbereitung seines Einzugs in Rom, forderte die volle Souveränität und sprach allen, die unter der Besetzung gelitten hatten, seinen Trost aus. Abschließend drohte er den Mittätern eine entsprechende harte aber gerechte Strafe an.